# Вир (село)
Вир —  село в Україні, у Добрянській селищній громаді Чернігівського району Чернігівської області. Населення становить 18 осіб. До 2019 орган місцевого самоврядування — Клубівська сільська рада.

## Історія
12 червня 2020 року, відповідно до розпорядження Кабінету Міністрів України № 730-р «Про визначення адміністративних центрів та затвердження територій територіальних громад Чернігівської області», увійшло до складу Добрянської селищної громади.
19 липня 2020 року, в результаті адміністративно - територіальної реформи та ліквідації Ріпкинського району, село увійшло до складу Чернігівського району Чернігівської області.